# スコティッシュ・アビエーション ツインパイオニア
スコティッシュ・アビエーション
ツインパイオニア
SBACショーで展示されるツインパイオニア XM259（1958年9月13日）
- 用途：輸送機
- 製造者：スコティッシュ・アビエーション
- 運用者：英国空軍、マレーシア、ネパール
- 初飛行：1955年6月25日
- 生産数：87機
- 運用開始：1956年
- 退役：1968年

スコティッシュ・アビエーション ツインパイオニア（Scottish Aviation Twin Pioneer）は、1950年代に軍用と民間の双方で使用されることを意図して設計された英国のスコティッシュ・アビエーション社で製造されたSTOL 輸送機である。本機は「30m (99ft)× 275m (902ft)の場所から運用できる」という同様の要求仕様に応じたスコティッシュ・アビエーション パイオニア小型輸送機を双発化したものである。

## 設計と開発

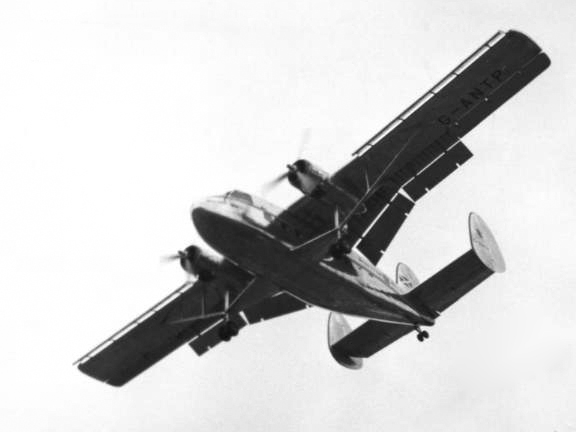
ファーンボローのSBACショーで飛行するツインパイオニアの試作機（1955年）

2基のアルヴィス レオニダス 531 星型エンジンを装着したツインパイオニアは、固定尾輪式降着装置と3枚の垂直尾翼と方向舵を持つ高翼単葉機であった。登録記号「G-ANTP」を与えられたツインパイオニアの試作機は、1955年6月25日にプレストウィック空港で初飛行を行った。飛行テストではこの機体の着陸距離が非常に短いものであることが分かり、1955年9月に催された英国航空機製造業者協会のファーンボロー航空ショーに展示された。
3機の前量産型のツインパイオニアが試験、販売、デモンストレーション用に製造された。
1958年に第33号機がフィリピン航空から発注されたプラット・アンド・ホイットニー R-1340 星型エンジンを装着したシリーズ2の試作機に使用された。改良型のアルヴィス レオニダス 531 星型エンジンを装着したシリーズ3も開発された。

## 運用の歴史
軍用機版は爆弾のような外部兵装をスタブウイング下に懸架できた。ツインパイオニアは新しく編成されたマレーシア空軍の最初の機体となり、FM1062 c/n580と FM c/n581が1962年1月16日に、FM1064 c/n 583とFM1065 c/n 584がその2日後に納入された。最初の2機はマレーシア空軍第1飛行隊で実働任務に就いた。ツインパイオニアは空軍で12年間就役し、FM1064 c/n 583は現在ムラカにあるムラカ交通博物館（Muzium Pengangkutan Melaka）に展示されている。
英空軍が発注した39機は1958年から1959年に生産され、アデンと極東に配備された。これらはマレー危機や後のボルネオ島での紛争で広範囲に試用された。1959年にKhormaksar駐留の第78飛行隊が単発のパイオニアの補充に数機のツインパイオニアを受領し、荒涼地周辺への兵員輸送や物資補給、場合によってはオマーンのサルタンへの貸与支援に使用された。同飛行隊は一連の両エンジン停止の問題により同じ日に2機の機体を失った。不適切な緩/急の着陸進入も着陸時の事故原因となった。

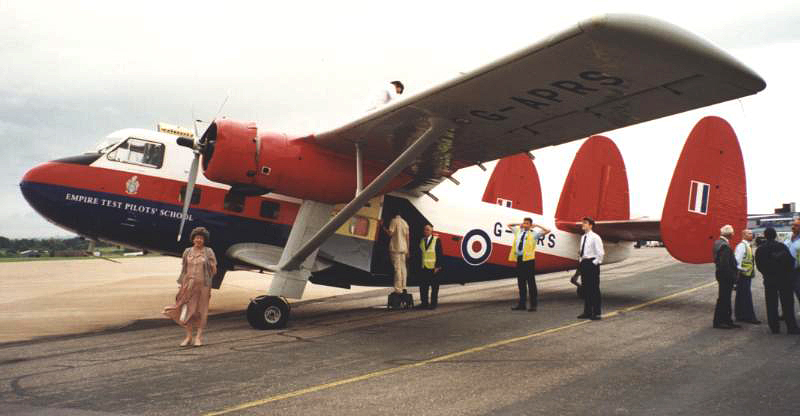
エア・アトランティークのツインパイオニア（エクセター、1998年）

ツインパイオニアを運用したその他の飛行隊は、バーレーンのムハッラク島に駐留する第152飛行隊や1959年5月にツインパイオニアにより再編成されたベンソン空軍基地の第21飛行隊がある。第21飛行隊はその後ケニヤへ、1965年6月にはアデンへ移転し、第152飛行隊はペルシャ湾周辺で活動した。セルターに駐留する第209飛行隊は1959年にツインパイオニアを受領し始め、これらの機体はボルネオとマレーシアで運用された。オーディハム空軍基地のSRCU（Short Range Conversion Unit：短距離転換部隊）でも3機を搭乗員の訓練のために使用し、英国内の第230飛行隊はツインパイオニアを運用した最後の部隊となった。この飛行隊では興味深いことに機体に砂漠地帯用の迷彩塗装を施していた。
軍事運用が主ではあったがツインパイオニアは、通常は整地されていない滑走路といった専用の飛行場が無い地域での民間輸送でも成功を収めた。Rio Tinto FinanceやExploration Limitedといった企業を最初とした油井開発会社向けやオーストリアやスイス政府の調査部門向けの探索機としても販売された。3機はオランダ領ニューギニアの'Kroonduif'航空で使用された。
1機のツインパイオニアが長期に渡りRAE ファーンボローの帝国テストパイロット学校（ETPS）でSTOL訓練機として使用された。2009年現在、コヴェントリーのエア・アトランティークがこの機体をETPS時代の塗装を残したままで飛行させている。

## 派生型
- ツインパイオニア：アルヴィス レオニダス 531（英語版） 星型エンジンを装着した試作機、1機製造。
- ツインパイオニア シリーズ1：アルヴィス レオニダス 514 星型エンジンを装着した量産型。
  - ツインパイオニア CC.Mk 1：シリーズ1の英空軍向け軍用版、32機製造。
  - ツインパイオニア CC.Mk 2：シリーズ1の英空軍向け軍用版、7機製造。
- ツインパイオニア シリーズ2：プラット・アンド・ホイットニー R-1340 星型エンジンを装着した量産型。
- ツインパイオニア シリーズ3：アルヴィス レオニダス 531 星型エンジンを装着した量産型。

## 運用

### 民間運用
- オーストラリア
- オーストリア
- カナダ
- オランダ領ニューギニア
- エクアドル
- アイスランド
- インドネシア
- イラン
- クウェート
- ラオス
- マレーシア
- メキシコ
- ネパール
- ナイジェリア
- 英領北ボルネオ
- ノルウェー
- フィリピン
- シエラレオネ
- スイス
- イギリス
- アメリカ合衆国

### 軍事運用
マレーシア
- マレーシア空軍

 ネパール
 イギリス
- イギリス空軍
  - 第21飛行隊
  - 第78飛行隊
  - 第152飛行隊
  - 第209飛行隊
  - 第225飛行隊
  - 第230飛行隊
- 帝国テストパイロット学校

## 事件と事故
- 1967年5月17日にリンバン空港から離陸したツインパイオニアの損失が記録されている。この機体はマレーシア＝シンガポール航空が運航する登録記号「9M-ANC」機であった。原因は不明である[2]。

## 要目

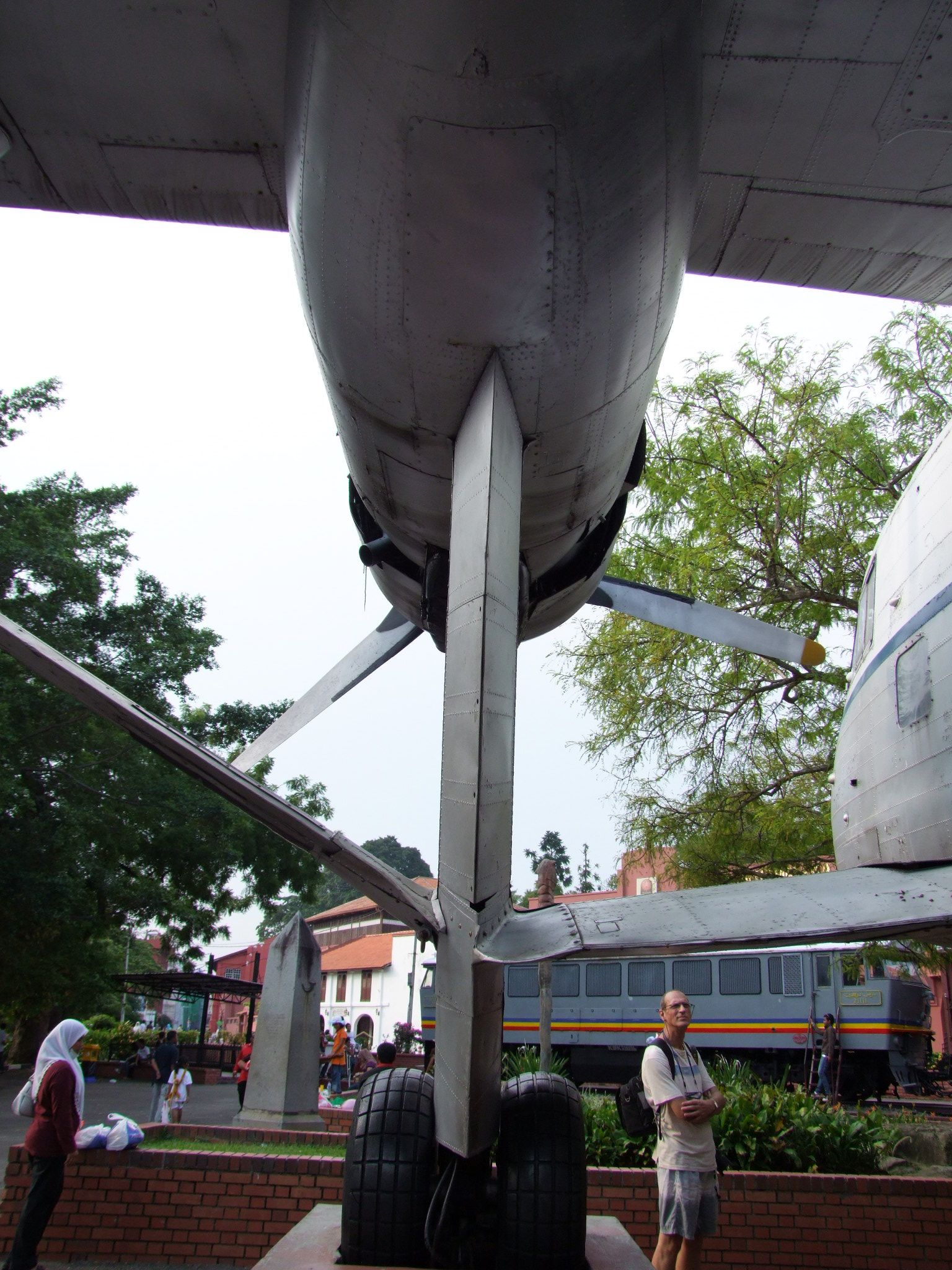
ツインパイオニア CC.Mk 1の固定式主脚

(Twin Pioneer CC.Mk 2) Green.
- 乗員：2名
- 搭載量：兵員13名、又は貨物2,000 lb (907 kg)まで
- 全長：13.79 m (45 ft 3 in)
- 全幅：23.32 m (76 ft 6 in)
- 全高：3.73 m (12 ft 3 in)
- 翼面積：62 m2 (670 ft2)
- 空虚重量：4,564 kg (10,062 lb)
- 全備重量：6,622 kg (14,600 lb)
- 最大離陸重量：6,622 kg (14,600 lb)
- エンジン：2 × アルヴィス レオニダス 531（英語版） 星型エンジン、640 hp (564 kW)
- 最大速度：266 km/h (143 knots, 165 mph)
- 巡航高度：6,098 m (20,000 ft)
- 航続距離：1,287 km (695 nm, 791 mi)
- 上昇率：381 m/min (1,250 ft/min)